# T-розподіл Стьюдента
У теорії ймовірностей та статистиці t-розподіл чи t-розподіл Стьюдента — різновид розподілу ймовірностей, який виникає в задачі оцінення сподіваного значення нормально розподіленої популяції, коли розмір вибірки малий. Цей розподіл є основою популярного t-тесту Стьюдента статистичної значущості різниці математичних сподівань двох вибірок, та довірчого інтервалу різниці очікуваних значень двох вибірок. t-розподіл Стьюдента є також частковим випадком узагальненого гіперболічного розподілу. Розроблений В. С. Госсетом (псевдонім «Стьюдент»).

## Як розподіл Стьюдента виникає з вибірки
Нехай X1, …, Xn — це незалежні випадкові величини з розподілу N(μ, σ2), тобто це вибірка розміру n з популяції з нормальним розподілом з середнім значенням μ і дисперсією σ2.
Нехай
{\displaystyle {\bar {X}}={\frac {1}{n}}\sum _{i=1}^{n}X_{i}}
буде середнім вибірки і нехай
{\displaystyle S^{2}={\frac {1}{n-1}}\sum _{i=1}^{n}(X_{i}-{\bar {X}})^{2}}
буде (виправлена згідно з Бесселем) дисперсія вибірки. Тоді випадкова величина
{\displaystyle {\frac {{\bar {X}}-\mu }{\sigma /{\sqrt {n}}}}}
має стандартний нормальний розподіл (тобто, з середнім 0 і дисперсією 1), а випадкова величина
{\displaystyle {\frac {{\bar {X}}-\mu }{S/{\sqrt {n}}}}}
(де ми підставили S замість σ) має t-розподіл Стьюдента з n − 1 ступенями вільності. Через те що ми замінили {\displaystyle S} на {\displaystyle \sigma ,} єдина неспостережувана величина тут це {\displaystyle \mu ,} отже ми можемо використати це, щоб знайти довірчі інтервали для {\displaystyle \mu .} Зауважте, що незважаючи на те, що вони базуються на тій самій вибірці {\textstyle X_{1},\ldots ,X_{n},} чисельник і знаменник у попередньому виразі — незалежні випадкові величини. Це можна побачити спостерігши, що {\textstyle \operatorname {cov} ({\overline {X}},\,X_{i}-{\overline {X}})=0,} і згадавши, що {\textstyle {\overline {X}}} і {\textstyle X_{i}-{\overline {X}}} це дві лінійні комбінації тої самої множини н.о.р. нормально розподілених випадкових величин.

## Означення

### Щільність розподілу
Т-розподіл Стьюдента має функцію щільності розподілу, що задається формулою
{\displaystyle f(t)={\frac {\Gamma ({\frac {\nu +1}{2}})}{{\sqrt {\nu \pi }}\,\Gamma ({\frac {\nu }{2}})}}\left(1+{\frac {t^{2}}{\nu }}\right)^{-{\frac {\nu +1}{2}}},\!}
де {\displaystyle \nu } — кількість ступенів вільності, {\displaystyle \Gamma } — гамма-функція. Формула також може бути записана у вигляді
{\displaystyle f(t)={\frac {1}{{\sqrt {\nu }}\,B\left({\frac {1}{2}},{\frac {\nu }{2}}\right)}}\left(1+{\frac {t^{2}}{\nu }}\right)^{-{\frac {\nu +1}{2}}}\!,}
де B — бета-функція.
Для парних значень {\displaystyle \nu }
{\displaystyle {\frac {\Gamma ({\frac {\nu +1}{2}})}{{\sqrt {\nu \pi }}\,\Gamma ({\frac {\nu }{2}})}}={\frac {(\nu -1)(\nu -3)\cdots 5\cdot 3}{2{\sqrt {\nu }}(\nu -2)(\nu -4)\cdots 4\cdot 2\,}}.}
Для непарних значень {\displaystyle \nu }
{\displaystyle {\frac {\Gamma ({\frac {\nu +1}{2}})}{{\sqrt {\nu \pi }}\,\Gamma ({\frac {\nu }{2}})}}={\frac {(\nu -1)(\nu -3)\cdots 4\cdot 2}{\pi {\sqrt {\nu }}(\nu -2)(\nu -4)\cdots 5\cdot 3\,}}.\!}

### Функція розподілу ймовірності
Функція розподілу може бути записана в термінах I, регуляризованої
неповна бета-функція. Для t > 0
{\displaystyle \int _{-\infty }^{t}f(u)\,du=1-{\frac {1}{2}}I_{x(t)}\left({\frac {\nu }{2}},{\frac {1}{2}}\right),}
з
{\displaystyle x(t)={\frac {\nu }{t^{2}+\nu }}.}
Інші значення отримуються симетрично. Альтернативна формула дійсна для t2 < ν, така
{\displaystyle \int _{-\infty }^{t}f(u)\,du={\frac {1}{2}}+t{\frac {\Gamma \left({\frac {\nu +1}{2}}\right)}{{\sqrt {\pi \nu }}\,\Gamma \left({\frac {\nu }{2}}\right)}}\,_{2}F_{1}\left({\frac {1}{2}},{\frac {\nu +1}{2}};{\frac {3}{2}};-{\frac {t^{2}}{\nu }}\right)}
де 2F1 — певний випадок гіпергеометричної функції.

### Особливі випадки
Для певних значень параметра {\displaystyle \nu } розподіл Стьюдента має просту форму.
- {\displaystyle \nu =1}

Функція розподілу:
{\displaystyle F(x)={\tfrac {1}{2}}+{\tfrac {1}{\pi }}\arctan(x).}
Функція щільності:
{\displaystyle f(x)={\frac {1}{\pi (1+x^{2})}}.}
Див. Розподіл Коші
- {\displaystyle \nu =2}

Функція розподілу:
{\displaystyle F(x)={\tfrac {1}{2}}+{\frac {x}{2{\sqrt {2+x^{2}}}}}.}
Функція щільності:
{\displaystyle f(x)={\frac {1}{\left(2+x^{2}\right)^{\frac {3}{2}}}}.}
- {\displaystyle \nu =3}

Функція щільності:
{\displaystyle f(x)={\frac {6{\sqrt {3}}}{\pi \left(3+x^{2}\right)^{2}}}.}
- {\displaystyle \nu =\infty }

Функція щільності:
{\displaystyle f(x)={\frac {1}{\sqrt {2\pi }}}e^{-{\frac {x^{2}}{2}}}.}
Див. нормальний розподіл

### Порівняння з нормальним розподілом
Загалом щільність t-розподілу схожа на дзвоноподібну функцію щільності нормального розподілу, з тією відмінністю, що у t-розподілу вона трохи нижча і ширша. За кількості ступенів свободи, що прямує до нескінченості, t-розподіл прямує до нормального розподілу з математичним сподіванням 0 і дисперсією 1.
На графіках нижче показано щільності t-розподілу для зростаючих значень параметру {\displaystyle \nu }. Для порівняння, нормальний розподіл зображено синім. Можна помітити, що із збільшенням {\displaystyle \nu } щільність t-розподілу наближається до нормального.
Щільність t-розподілу для 1, 3, 5, 30 ступенів вільності (зображено червоним) у порівнянні зі щільністю нормального розподілу (зображено синім). Зеленим показано щільності з меншою кількістю ступенів вільності."

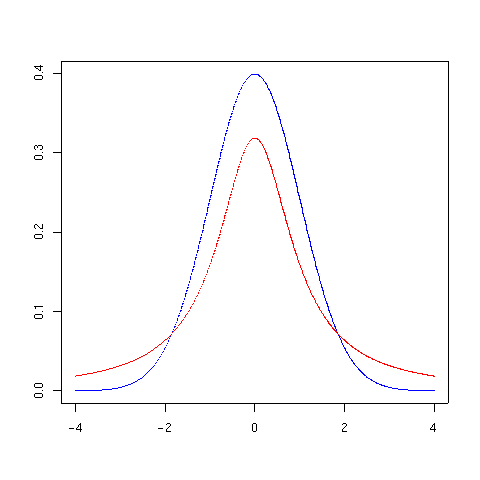
1 ступінь вільності
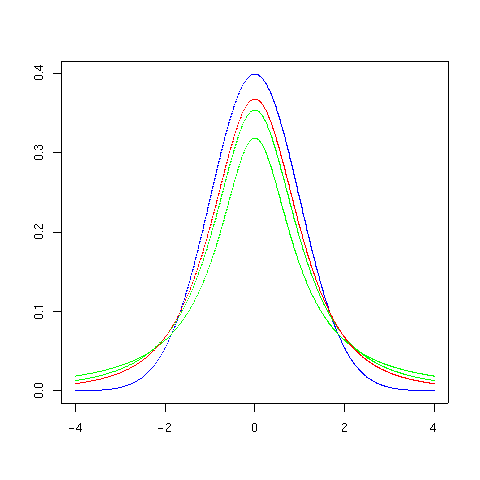
3 ступені вільності
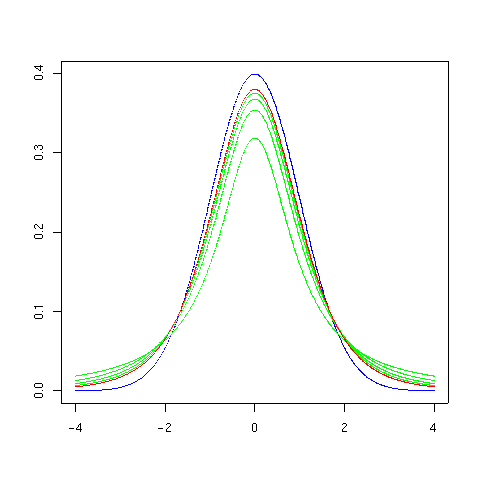
5 ступені вільності
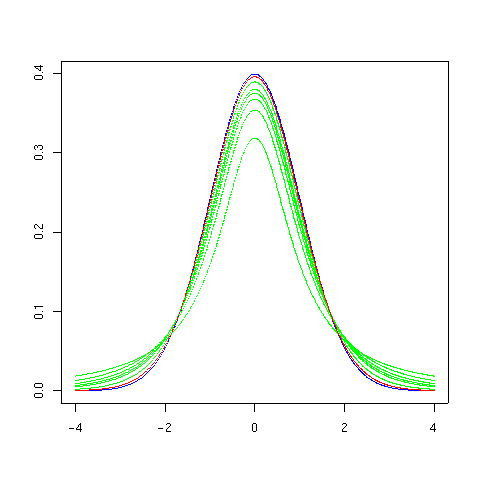
30 ступенів вільності

## Таблиця вибраних значень
Наступна таблиця містить кілька вибраних значень цього розподілу, з r ступенями свободи для інтервалів певності 90 %, 95 %, 97,5 % та 99,5 %.
Ці числа «односторонні», тобто коли ми бачимо «90%», «4 ступенів свободи», та «1.533»,
це означає {\displaystyle \displaystyle Pr(T<1,533)=0,9;}
це не означає {\displaystyle \displaystyle Pr(-1,533<T<1,533)=0,9}
Тому, по симетрії розподілу, ми маємо
{\displaystyle \displaystyle Pr(T<-1,533)=Pr(T>1,533)=1-0,9=0,1}
та в результаті
{\displaystyle \displaystyle Pr(-1,533<T<1,533)=1-2\cdot 0,1=0,8.}
| r                       | 75 %  | 80 %  | 85 %  | 90 %  | 95 %  | 97.5 % | 99 %  | 99.5 % | 99.75 % | 99.9 % | 99.95 % |
| 1                       | 1.000 | 1.376 | 1.963 | 3.078 | 6.314 | 12.71  | 31.82 | 63.66  | 127.3   | 318.3  | 636.6   |
| 2                       | 0.816 | 1.061 | 1.386 | 1.886 | 2.920 | 4.303  | 6.965 | 9.925  | 14.09   | 22.33  | 31.60   |
| 3                       | 0.765 | 0.978 | 1.250 | 1.638 | 2.353 | 3.182  | 4.541 | 5.841  | 7.453   | 10.21  | 12.92   |
| 4                       | 0.741 | 0.941 | 1.190 | 1.533 | 2.132 | 2.776  | 3.747 | 4.604  | 5.598   | 7.173  | 8.610   |
| 5                       | 0.727 | 0.920 | 1.156 | 1.476 | 2.015 | 2.571  | 3.365 | 4.032  | 4.773   | 5.893  | 6.869   |
| 6                       | 0.718 | 0.906 | 1.134 | 1.440 | 1.943 | 2.447  | 3.143 | 3.707  | 4.317   | 5.208  | 5.959   |
| 7                       | 0.711 | 0.896 | 1.119 | 1.415 | 1.895 | 2.365  | 2.998 | 3.499  | 4.029   | 4.785  | 5.408   |
| 8                       | 0.706 | 0.889 | 1.108 | 1.397 | 1.860 | 2.306  | 2.896 | 3.355  | 3.833   | 4.501  | 5.041   |
| 9                       | 0.703 | 0.883 | 1.100 | 1.383 | 1.833 | 2.262  | 2.821 | 3.250  | 3.690   | 4.297  | 4.781   |
| 10                      | 0.700 | 0.879 | 1.093 | 1.372 | 1.812 | 2.228  | 2.764 | 3.169  | 3.581   | 4.144  | 4.587   |
| 11                      | 0.697 | 0.876 | 1.088 | 1.363 | 1.796 | 2.201  | 2.718 | 3.106  | 3.497   | 4.025  | 4.437   |
| 12                      | 0.695 | 0.873 | 1.083 | 1.356 | 1.782 | 2.179  | 2.681 | 3.055  | 3.428   | 3.930  | 4.318   |
| 13                      | 0.694 | 0.870 | 1.079 | 1.350 | 1.771 | 2.160  | 2.650 | 3.012  | 3.372   | 3.852  | 4.221   |
| 14                      | 0.692 | 0.868 | 1.076 | 1.345 | 1.761 | 2.145  | 2.624 | 2.977  | 3.326   | 3.787  | 4.140   |
| 15                      | 0.691 | 0.866 | 1.074 | 1.341 | 1.753 | 2.131  | 2.602 | 2.947  | 3.286   | 3.733  | 4.073   |
| 16                      | 0.690 | 0.865 | 1.071 | 1.337 | 1.746 | 2.120  | 2.583 | 2.921  | 3.252   | 3.686  | 4.015   |
| 17                      | 0.689 | 0.863 | 1.069 | 1.333 | 1.740 | 2.110  | 2.567 | 2.898  | 3.222   | 3.646  | 3.965   |
| 18                      | 0.688 | 0.862 | 1.067 | 1.330 | 1.734 | 2.101  | 2.552 | 2.878  | 3.197   | 3.610  | 3.922   |
| 19                      | 0.688 | 0.861 | 1.066 | 1.328 | 1.729 | 2.093  | 2.539 | 2.861  | 3.174   | 3.579  | 3.883   |
| 20                      | 0.687 | 0.860 | 1.064 | 1.325 | 1.725 | 2.086  | 2.528 | 2.845  | 3.153   | 3.552  | 3.850   |
| 21                      | 0.686 | 0.859 | 1.063 | 1.323 | 1.721 | 2.080  | 2.518 | 2.831  | 3.135   | 3.527  | 3.819   |
| 22                      | 0.686 | 0.858 | 1.061 | 1.321 | 1.717 | 2.074  | 2.508 | 2.819  | 3.119   | 3.505  | 3.792   |
| 23                      | 0.685 | 0.858 | 1.060 | 1.319 | 1.714 | 2.069  | 2.500 | 2.807  | 3.104   | 3.485  | 3.767   |
| 24                      | 0.685 | 0.857 | 1.059 | 1.318 | 1.711 | 2.064  | 2.492 | 2.797  | 3.091   | 3.467  | 3.745   |
| 25                      | 0.684 | 0.856 | 1.058 | 1.316 | 1.708 | 2.060  | 2.485 | 2.787  | 3.078   | 3.450  | 3.725   |
| 26                      | 0.684 | 0.856 | 1.058 | 1.315 | 1.706 | 2.056  | 2.479 | 2.779  | 3.067   | 3.435  | 3.707   |
| 27                      | 0.684 | 0.855 | 1.057 | 1.314 | 1.703 | 2.052  | 2.473 | 2.771  | 3.057   | 3.421  | 3.690   |
| 28                      | 0.683 | 0.855 | 1.056 | 1.313 | 1.701 | 2.048  | 2.467 | 2.763  | 3.047   | 3.408  | 3.674   |
| 29                      | 0.683 | 0.854 | 1.055 | 1.311 | 1.699 | 2.045  | 2.462 | 2.756  | 3.038   | 3.396  | 3.659   |
| 30                      | 0.683 | 0.854 | 1.055 | 1.310 | 1.697 | 2.042  | 2.457 | 2.750  | 3.030   | 3.385  | 3.646   |
| 40                      | 0.681 | 0.851 | 1.050 | 1.303 | 1.684 | 2.021  | 2.423 | 2.704  | 2.971   | 3.307  | 3.551   |
| 50                      | 0.679 | 0.849 | 1.047 | 1.299 | 1.676 | 2.009  | 2.403 | 2.678  | 2.937   | 3.261  | 3.496   |
| 60                      | 0.679 | 0.848 | 1.045 | 1.296 | 1.671 | 2.000  | 2.390 | 2.660  | 2.915   | 3.232  | 3.460   |
| 80                      | 0.678 | 0.846 | 1.043 | 1.292 | 1.664 | 1.990  | 2.374 | 2.639  | 2.887   | 3.195  | 3.416   |
| 100                     | 0.677 | 0.845 | 1.042 | 1.290 | 1.660 | 1.984  | 2.364 | 2.626  | 2.871   | 3.174  | 3.390   |
| 120                     | 0.677 | 0.845 | 1.041 | 1.289 | 1.658 | 1.980  | 2.358 | 2.617  | 2.860   | 3.160  | 3.373   |
| {\displaystyle \infty } | 0.674 | 0.842 | 1.036 | 1.282 | 1.645 | 1.960  | 2.326 | 2.576  | 2.807   | 3.090  | 3.291   |

Наприклад, якщо ми маємо вибірку з варіацією 2 та середнім значенням 10, вибраним з набору 11 елементів (10 ступенів свободи), використовуючи формулу:
{\displaystyle {\overline {X}}_{n}\pm A{\frac {S_{n}}{\sqrt {n}}}}
Ми можемо визначити що з 90-відсотковою впевненістю ми маємо дійсне середнє значення, яке лежить в інтервалі:
{\displaystyle 10+1.37218{\frac {\sqrt {2}}{\sqrt {11}}}=10.58510}
Та, знову з 90 % впевненістю, ми маємо дійсне середнє значення, яке лежить поза інтервалом:
{\displaystyle 10-1.37218{\frac {\sqrt {2}}{\sqrt {11}}}=9.41490}
Так, з 80 % впевненістю, ми маємо дійсне середнє значення, яке лежить поміж:
{\displaystyle 10\pm 1.37218{\frac {\sqrt {2}}{\sqrt {11}}}=[9.41490,10.58510]}